# ريكي توماس
ريكي توماس (بالإنجليزية: Ricky Thomas)‏ هو لاعب كرة قدم أمريكية أمريكي، ولد في 29 مارس 1965 في Eglin Air Force Base ‏ في الولايات المتحدة.

## وصلات خارجية
- ريكي توماس على موقع مرجع كرة القدم المحترفة.كوم (الإنجليزية)